# Negeta albigrisea
Negeta albigrisea är en fjärilsart som beskrevs av George Francis Hampson 1910. Negeta albigrisea ingår i släktet Negeta och familjen trågspinnare. Inga underarter finns listade i Catalogue of Life.